# Hiéroglyphe égyptien F45
L'utérus de génisse, en hiéroglyphes égyptiens, est classifié dans la section F « Parties de mammifères » de la liste de Gardiner ; il y est noté F45.

## Représentation
Il représente un utérus (uterus bicornis) trompes de génisse (Bos taurus) simplifié. Il est translittéré jd.t (?).

## Utilisation
| N41 · t | F45 |

| N41 · t | F45 |

| F45 | F51A |

| F45 | F51A |

| F45 | F51A |

| F45 | F51A |

| N41 · t | F45 |

| N41 · t | F45 |

| F45 | t · Z1 | E1 |

| F45 | t · Z1 | E1 |

| F45 | t · Z1 | E1 |

| F45 | t · Z1 | E1 |